# Panurginus armaticeps
Panurginus armaticeps är en biart som beskrevs av Cockerell 1916. Panurginus armaticeps ingår i släktet bergsbin, och familjen grävbin. Inga underarter finns listade i Catalogue of Life.